# Age Concern
Age Concern ist eine jeweils nationale Wohltätigkeitsorganisation für Ältere bzw. alte Menschen im Vereinigten Königreich von Großbritannien und Nordirland, in Spanien, Neuseeland und einigen anderen Ländern, als NGO aktiv. Die Organisation wurde 1940 in  London gegründet, wo sie noch heute ihren Sitz hat. Heute ist die Organisation sowohl Dachorganisation unter dem „Charities Act von 2006“ wie auch eine weit gestreute Sammlungsbewegung lokaler Initiativen. Das Logo ist das Wort Age in Großbuchstaben schwarz auf weißem Grund und in rot das Wort concern (etwa für: betrifft) in Handschrift schräg daruntergesetzt.
Sie ist aus dem Old People's Welfare Committee, den Vorsitz hatte Eleanor Rathbone, und dem ab 1944 daraus hervorgegangenen halbstaatlichen National Old People's Welfare Committee (NOPWC), entstanden. Diese erste Umbenennung sollte die Unterscheidung zu lokalen Initiativen deutlich machen. Historisch war der Weltkrieg Anlass zur Gründung, weil dadurch in vielen Familien das Unterstützungsnetzwerk für Ältere zusammenbrach. In den 50er und 60er Jahren setzte eine stärkere staatliche Förderung ein (Stichwort Wohlfahrtsstaat). Damals begann das NOPWC sich auch für die Ausbildung von Personal in Altenheimen einzusetzen. 1971 wurde diese Vorläuferorganisation ganz vom Staatsapparat getrennt und erhielt den heutigen Namen. Age Concern wurde so etwas wie eine allgemeine Marke; wer etwas für Ältere tut, es zusätzlich zu seinen sonstigen Aktivitäten macht, der tut es unter dieser Bezeichnung, diesem Logo. Sie bietet Beratung in konflikthaften Situationen, Altenpflege, finanzielle Unterstützung, Informationen aber auch Reiseorganisation und Versicherungsschutz.
Im Vereinigten Königreich leben je nach Altersstufe etwa 20 bis 30 Prozent der Männer und 35 bis 60 Prozent der Frauen von den 11 Mio. Älteren allein. 60 bis 65 % der Älteren sollen langfristig gesundheitlich eingeschränkt sein. Ein Mix aus diesen zwei Zahlenangaben ergibt die Zielgruppe der Aktivitäten von Age Concern. Neuerdings wendet sie sich aber zur Prävention bereits an die Vorruheständler (50plus) und gegen jede Altersdiskriminierung an die gesamte Bevölkerung.
1986 gründete Age Concern ein Institut für Gerontologie am King’s College, London. 2009 schloss sich Age Concern mit Help the Aged zu Age UK zusammen.